# مون شاين

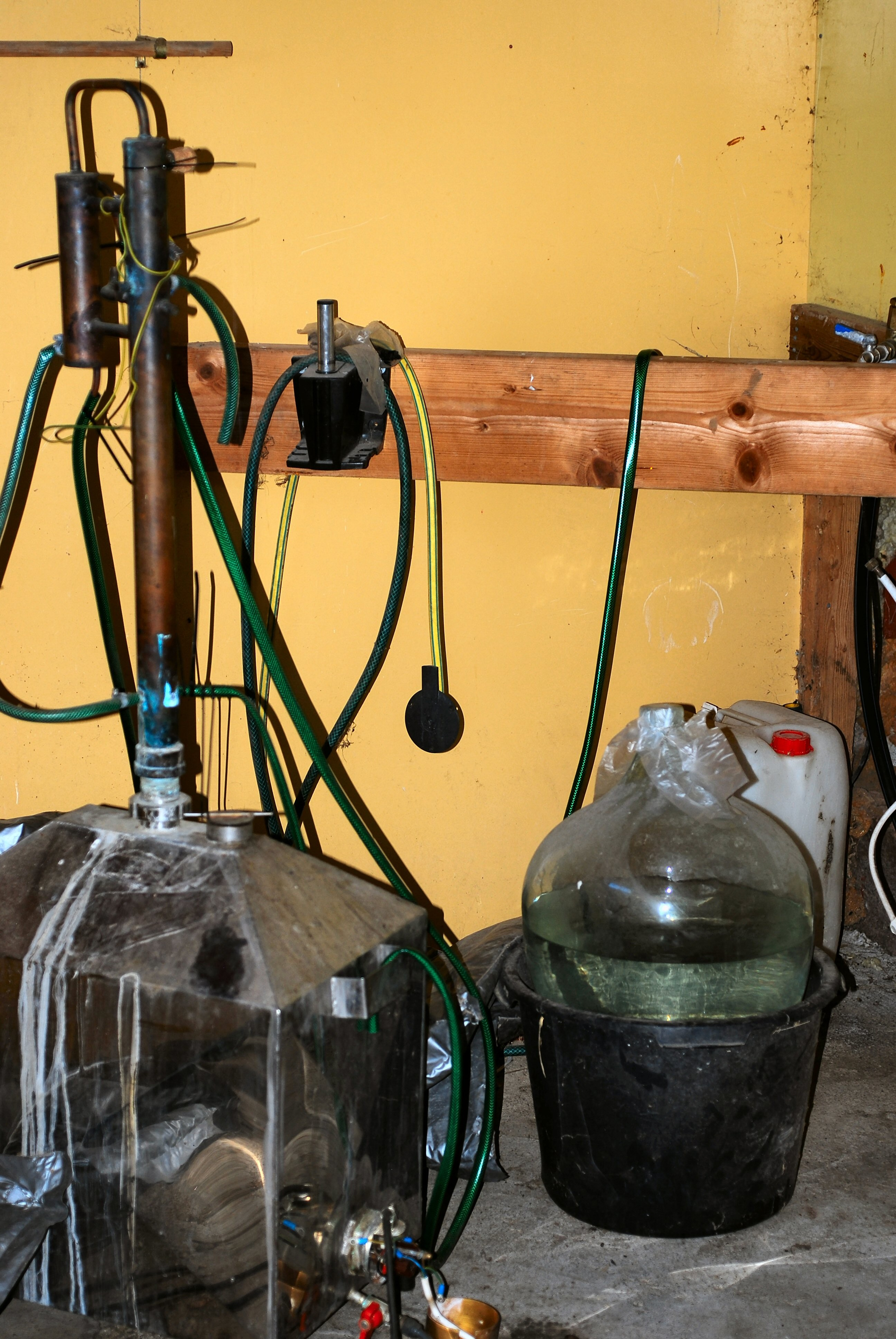
وعاء مقطرة صنع يدوي DIY الحديث

مون شاين أو سطوع القمر اسم يطلق على خمور عالية الكحول كانت تنتج عادة بشكل غير قانوني في الولايات المتحدة. أطلق عليها اسم مون شاين  لأنها كانت تحضر خلال الليل بعيدا عن الأعين خلال فترة حظر الكحول. 
في السنوات الأخيرة، بدأت مصانع التقطير التجارية  بإنتاج نسخ جديدة خاصة بها من مون شاين، بما في ذلك العديد من النكهات.

## المصطلح
اللغات والبلدان المختلفة لها شروطها الخاصة لغو القمر.
في اللغة الإنجليزية ، يُعرف مون شاين   أيضًا باسم Mountain Dew ، choop ، hooch (اختصار لـ hoochinoo ، اسم خمور معين ، من Tlingit ) ، البيرة ، البغل ، اللمعان ، البرق الأبيض ، مشروب أبيض / الذرة ، ويسكي أبيض / ذرة ، مرر حوله ، فاير ووتر ، بوتليج . 

## التبلور الجزئي
يمكن تركيز الإيثانول في المشروبات المخمرة عن طريق التجميد. على سبيل المثال ، اشتق اسم applejack من الطريقة التقليدية لإنتاج المشروب ، والرفع ، وعملية تجميد عصير التفاح المخمر ثم إزالة الجليد ، مما يؤدي إلى زيادة محتوى الكحول.   بدءًا من العصير المخمر ، الذي يحتوي على نسبة كحول أقل من عشرة بالمائة ، يمكن أن تحتوي النتيجة المركزة على 25-40٪ كحول. 

## المقطارات القمرية
في بعض البلدان ، يُعد بيع واستيراد وامتلاك المقطرات لغو القمر غير قانوني دون إذن. ومع ذلك ، يشرح المتحمسون في منتديات الإنترنت كيفية الحصول على المعدات وتجميعها في صورة ثابتة.  لخفض التكاليف ، غالبًا ما يتم استبدال الأوعية المصنوعة من الفولاذ المقاوم للصدأ بأوعية بلاستيكية (مثل البولي بروبلين ) يمكنها تحمل الحرارة ، وهو مفهوم البلاستيك الثابت .

## الشرعية
يعتبر تصنيع المشروبات الروحية من خلال التقطير ، والتبلور الجزئي ، وما إلى ذلك ، خارج معمل التقطير المسجل أمرًا غير قانوني في العديد من البلدان. من المشروبات الكحولية المصنوعة منزليًا والتي يُسمح بإنتاجها واستهلاكها في العديد من البلدان الماء المخمر الذي يعتمد تخمير الإيثانول حصريًا على السكر والخميرة والماء.

عنوان تفسيري: * كلا العمودين مسخن مسبقًا بالبخار

1. محلل*
2. المصفي*

1. غسل
2. بخار
3. مخرج السائل
4. بخار الكحول
5. المكونات المعاد تدويرها الأقل تطايرًا
6. المكونات الأكثر تطايرًا
7. مكثف